# Worgaszor
Worgaszor (ros.Воргашор) – osiedle typu miejskiego w Rosji w Republice Komi.